# Robert Bowyer

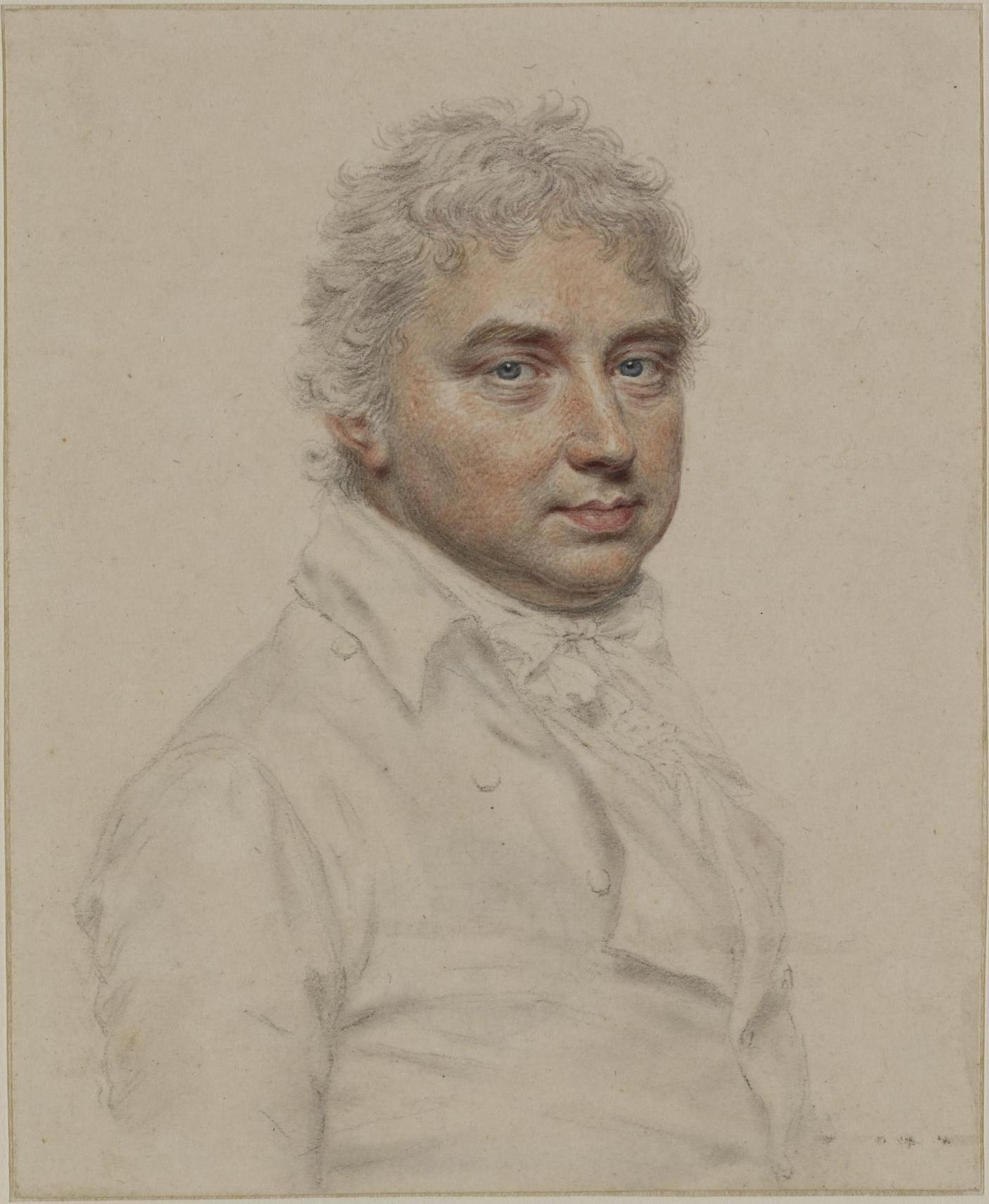
Robert Bowyer, Selbstbildnis von ca. 1795/1800

Robert Bowyer (* Juni 1758 in Portsmouth/England; † 4. Juni 1834 in Byfleet/Surrey) war ein englischer Maler und Verleger. 

## Leben
Robert Bowyer wurde als Sohn des Schiffsbauers Amos Bowyer und dessen Frau Betty Ann geboren und am 18. Juni 1758 getauft. Er begann zunächst als Angestellter in einem Handelsunternehmen. Die Wende in seiner Karriere wird wie folgt erklärt: Er entschloss sich nach Amerika zu reisen und wollte seiner Verlobten zum  Abschied ein Bild von sich hinterlassen. Da er keinen Maler fand, malte er sich selber. Das gelang so gut, dass er die Reise aufgab und beschloss, Miniaturmaler zu werden. Er soll dann Schüler von John Smart gewesen sein. Er etablierte sich als Aquarell- und Miniaturmaler in England. 1783 stellte er zum ersten Mal Miniaturen in der Royal Academy aus. Es folgten weitere Ausstellungen bis 1797 und 1828 bei der Free Society of Artists. Er wurde 1788 Aquarellmaler am Hof von König Georg III. und Miniaturmaler der Königin. Er betätigte sich als Verleger und gab u. a. eine illustrierte Bibel (Bowyer’s Bible) und die illustrierten Geschichte von England (Bowyers Ausgabe von Humes „History of England“) heraus. 1792 gründete er eine „Historische Galerie“, in der er die Gemälde zeigte, die er für Humes Geschichte in Auftrag gegeben hatte. 1807 musste er die Galerie aufgeben, durch eine Lotterie verkaufen und die Gemälde versteigern.
Er war mit Mary Shoveller verheiratet. Sie hatten eine Tochter.

## Herausgegebene Werke (Auswahl)
- A selection of the most interesting of Sir Robert Ainslie’s celebrated collection of views in Turkey in Europe, and in Asia; Syria, Sicily, the Eolian Islands; Temple of Diana at Ephesus, &c. &c. London 1812.
- An illustrated record of important events in the annals of Europe, during the last four years; comprising a series of views of the principal places, battles, etc. etc. etc. connected with those events. Together with a history of those momentous transactions, compiled from official and other authentic documents. London 1816.
- An impartial historical narrative of those momentous events which have taken place in this country during the period from the year 1816 to 1823. Illustrated with engravings by the first artists. London 1823.
- A selection of fac-similes of water-colour drawings, from the works of the most distinguished British artists. London 1825.